# Koen Mortier
Koen Mortier (4 november 1965) is een Vlaams filmregisseur en filmproducent.

## Levensloop
Mortier studeerde aan de Vrije Universiteit Brussel en het Ritcs. Hij begon zijn carrière als reclamefilmer alvorens de stap te zetten naar de film.
Hij regisseerde de korte films Ana Temnei in 1995, A Hard Day's Work in 1997, de speelfilms Ex Drummer in 2007, een film naar het gelijknamige boek van Herman Brusselmans, en 22 mei in 2010. Voor beide laatste films schreef hij het scenario. Sam Louwyck, Norman Baert en Wim Willaert speelden meer dan eens in zijn films. In 2018  bracht hij de film Engel uit. Deze film is een bewerking van een roman van Dimitri Verhulst. In 2022 regisseerde Mortier de Voices of Liberation, een Belgisch-Nederlandse documentairereeks over de Liberation Route, de route die de geallieerden in de Tweede Wereldoorlog volgden tijdens de bevrijding van Europa.

## Prijzen
| Film              | Jaar | Prijs                          | Festival                                 |
| ----------------- | ---- | ------------------------------ | ---------------------------------------- |
| A Hard Day's Work | 1997 | SABAM Award                    | Brussels International Film Festival     |
|                   |      | publieksprijs                  | Sarajevo Film Festival                   |
|                   |      | speciale prijs van de jury     | Uruguay International Film Festival      |
| Ex Drummer        | 2007 | speciale juryprijs             | Internationaal filmfestival van Warschau |
|                   |      | debuutprijs                    | Raindance Film Festival                  |
|                   | 2008 | prijs voor de beste debuutfilm | Fantasia Film Festival                   |
| 22 mei            | 2011 | Gouden Palm                    | Mexico International Film Festival       |
| Skunk             | 2023 | Just Film Award Beste film     | Tallinn Black Nights Film Festival       |